# Хрест Дерева Герніки
Хрест Дерева Гернікі (баск. Gernikako Arbolaren Gurutzea) — найвища нагорода яка присуджується Урядом Країни Басків. Вручається людям, які "відзначились своїми послугами Країні Басків в захисті її самобутності відновленні особистості, а також в соціальній, економічній та культурній галузі."

## Нагороджені
- Мігель Ернандес Оканто — губернатор Федерального округу Венесуели
- Хесус Марія Лейсаола — Леендакарі Країни Басків 1960-1979
- Мануель де Лекуона — колишній очільник Еускальцайндіі
- Хосе Мігель Барандіаран — антрополог Країни Басків
- Рафаель Кальдера — президент Венесуели
- Рамон Рубіал — очільник Баскської головної Ради 1978-1979
- Хосе Антоніо Агірре — Леендакарі Країни Басків 1936-1960
- Карлос Гарайкоєчеа — Лендакарі Країни Басків 1980-1985
- Хосе Антоніо Арданса — Лендакарі 1985-1999